# Animal Well
Animal Well — це відеогра в жанрі метроїдванія, розроблена студією Shared Memory та видана компанією Bigmode у 2024 році. Гравець керує краплею та досліджує лабіринт, наповнений тваринами. Гру було випущено 9 травня 2024 року для Nintendo Switch, PlayStation 5 та Windows. Вона отримала схвальні відгуки критиків.

## Ігровий процес
Animal Well базується на дослідженні через нелінійний платформінг та розв'язання головоломок. Розробник заявив, що карта «не настільки велика, як у деяких іграх, але прагне бути набагато щільнішою».

## Розробка та випуск
Animal Well була розроблена Біллі Бассо, професійним ігровим програмістом з Чикаго.  До роботи над Animal Well Бассо працював в інших ігрових студіях, включаючи NetherRealm Studios та Phosphor Games. Творче натхнення Бассо черпав з ігор жанру survival horror, «перекидних» ігор для Commodore 64, Super Mario Bros. 2 і 3, The Witness, Tunic і Fez .
Бассо розробив рушій з нуля на C++, бажаючи звільнитися від роботи в умовах обмежень сторонніх рушіїв, таких як Unity та Unreal.  Рушій має низьку латентність, що дозволяє забезпечити точний платформінг.  Ігровий код був написаний у власній DLL, яку можна перекомпілювати під час гри. Бассо використовував обмежену палітру кольорів при створенні художнього оформлення.  Спрайти були намальовані та анімовані за допомогою Aseprite, а деякі анімації були згенеровані грою процедурно. Бассо вважав, що процедурно згенерована анімація допомогла грі виглядати тривожною, і допомогла відрізнити гру від традиційних ефектів розтягування спрайтів та тремтіння екрану, що використовуються в інших інді-іграх. Щоб надати грі відчуття глибини, графічний рушій інтенсивно використовує системи частинок, імітацію рідини для диму та води, нормальне відображення та динамічне освітлення, все це рендериться в різних шарах. Гра працює з внутрішньою роздільною здатністю 320×180 .
Бассо працював з Деном Адлеманом над маркетингом. Згодом він співпрацював з Bigmode, видавництвом, яким керує ютубер Джейсон Гастроу (videogamedunkey). У січні 2023 року Гастроу оголосив, що Animal Well стане першою грою, випущеною Bigmode.  Гра вийшла для Nintendo Switch, PlayStation 5 і Windows 9 травня 2024 року .